# Chinoscopus gracilis
Espèce
Synonymes
- Jelskia gracilis Taczanowski, 1872

Chinoscopus gracilis est une espèce d'araignées aranéomorphes de la famille des Salticidae.

## Distribution
Cette espèce se rencontre en Guyane, au Brésil et en Équateur.

## Publication originale
- Taczanowski, 1872 : Les aranéides de la Guyane française. Horae Societatis Entomologicae Rossicae, vol. 9, p. 64-112.